# Едвин Хабл
Едвин Пауел Хабл (енгл. Edwin Powell Hubble; Маршфилд, 20. новембар 1889 — Сан Марино, 28. септембар 1953) је био амерички астроном који је одиграо кључну улогу у успостављању области вангалактичке астрономије и који се генерално сматра једним од најважнијих опсервационих космолога 20. века. Хабл је познат по томе што је показао да се рецесиона брзина галаксија сразмерно повећава с њиховим удаљеностима од Земље, што условљава ширење свемира. Познат као Хаблов закон, овај однос претходно је открио Жорж Леметр, белгијски свештеник и астроном који је свој рад објавио у слабо раширеном часопису. Још увек има много контроверзи које окружују питање, а неки тврде да се закон треба називати Леметровим законом, иако ова промена назива досада није узела маха у астрономској заједници.
Едвин Хабл је такође познат по томе што је пружио значајан доказ да су многи објекти класификовани као маглине заправо биле галаксије изван Млечног пута. Међутим, амерички астроном Весто Слајфер пружио је доказ за ову тврдњу скоро једну деценију пре Хабла.
Едвин Хабл је подржао интепретацију Доплеровог помераја у вези са питањем посматраног црвеног помераја, коју је раније предложио Слифер и која је довела до постављања теорије метричког ширења простора. Он је тежио веровању да би учесталост светлости могла — на неке до сада непознате начине — смањити дужа путовања светлости кроз простор.

## Биографија
Едвин Хабл је син Вирџиније Ли Џејмс (1864—1934) и Џона Пауела Хабла (1860—1912), директора осигуравајућег друштва из Маршфилда (Мисури). У Витон (Илиноис) породица се преселила 1900. године. У својим млађим данима Хабл је био више примећен због своје атлетске срчаности него због интелектуалне способности, с тим да није успевао зарадити „добре оцене” на било ком подручју осим правописа. Био је надарен спортиста који се бавио бејзболом, фудбалом, кошарком те атлетиком, како у средњој школи тако и на факултету. Играо је разне позиције на кошаркашком терену, од центра до бек шутера. У ствари, Хабл је 1907. године чак водио кошаркашки тим Универзитета у Чикагу, и то до прве титуле. Освојио је седам првих места и једно треће такмичећи се у атлетици у једној средњој школи 1906. године. Исте године, у Илиноису је такође поставио државни средњошколски рекорд за дисциплину скок увис. Још један од његових личних интереса било је и пецање, а аматерски се бавио и боксом.
Његове студије на Универзитету у Чикагу биле су концентрисане на области математике и астрономије, што је резултовало дипломирањем на Одсеку за науку 1910. године. Хабл је постао члан удружења Капа сигма. Провео је три године на Краљичином колеџу Универзитета у Оксфорду, и то након што је стекао своју диплому бахелора као један од научника добитника Родос стипендије, првобитно студирајући судску праксу уместо науке (као обећање свом оцу на самрти). Касније дипломира и књижевност и шпански језик, зарађујући магистарски степен.
Године 1909, Хаблов отац одлучује да се са својом породицом пресели из Чикага у Шелбивил, тако да породица може живети у малом граду; на крају се настанјују у оближњем Луивилу. Његов отац умире у јануару 1912. године, док је Едвин још у Енглеској; у лето 1913, Едвин се враћа да брине о својој мајци, двема сестрама те млађем брату (што чини и његов брат Вилијам). Породица се преселила још једном, и то у Еверет авенију (у луивилшком насељу Хајландс нејборхуд), да би се сместили и Едвин и Вилијам.
Хабл је такође био и савестан син који се — упркос огромном интересу за астрономију од детињства — предао захтеву свог оца да студира право, прво на Универзитету у Чикагу, а касније на Оксфорду, иако је успут успео да похађа и неколико математичких и научних курсева. Након смрти оца 1912. године, Едвин се из Оксфорда вратио на Средњи запад, али није имао мотивацију за бављење адвокатуром. Тако је (на)учио шпански, физику и математику у гимназији у Њу Олбанију (Индијана), годину дана пре него што је одлучио да „почне поново” у доби од 25 година, тј. да постане професионални астроном. Такође је тренирао дечачки кошаркашки тим у Индијани. Након годину дана предавања у средњој школи започиње постдипломске студије уз помоћ свог бившег професора са Универзитета у Чикагу, да би студирао астрономију на универзитетској Џеркс опсерваторији, где докторира 1917. године. Његова дисертација је носила назив Фотографско истраживање бледих маглина.
Када је Конгрес објавио рат Немачкој 1917. године, Хабл је пожурио са докторском дисертацијом за свој докторат, волонтирајући за војску САД (постаје члан новонастале 86. пешадијске дивизије). Уздигао се до чина мајора и сматран је „погодним” за дужности у иностранству, где бива послат 9. јула 1918. године. 86. дивизија никада није ни учествовала у борби, а након завршетка Првог светског рата Хабл проводи годину дана у Кембриџу, где обнавља студије астрономије. 1919. године Џорџ Елери Хејл, оснивач и директор Маунт Вилсон опсерваторије (Карнеги институције; Пасадена, Калифорнија), Хаблу нуди одређену дужносну позицију, што он прихваћа и наставља радити све до своје смрти. Хабл је такође служио у америчкој војсци у Абердин Прувинг Граунду (Мериленд) током Другог светског рата. За свој тамошњи рад добио је одликовање — Легија за заслуге. Непосредно пред смрт, Маунт Паломаров огромни (5,1-метарски) рефлектор телескопа Хејл бива завршен, а Хабл постаје први астроном који га је користио. Наставио је своје истраживање на Маунт Вилсон и Маунт Паломар опсерваторијама, где је остао активан све до своје смрти.
Иако је Хабл одрастао као хришћанин, касније је постао агностик.
Хабл је имао срчани удар у јулу 1949. године, док је био на одмору у Колораду. Збринут је од стране своје супруге, Грејс Хабл, а наставио је живети на модификованим дијетама. Умро је од церебралне тромбозе (спонтано крвно згрушавање у мозгу), 28. септембра 1953. године у Сан Марину (Калифорнија). Сахрана му није била одржана, а његова супруга никада није открила место гробнице.

## Открића

### Свемир сеже и изван граница Кумове сламе
Долазак Едвина Хабла на Маунт Вилсон у Калифорнији 1919. године поклопио са (отприлике) са завршетком израде 2,5-метарског Хукер телескопа, тада највећег телескопа на свету. У то време преовладавао је став да се свемир састојао искључиво од Млечног пута. Коришћењем Хукер телескопа на Маунт Вилсону, Хабл је открио цефеиду (врста променљиве звезде) код неколико спиралних галаксија, укључујући Андромеда галаксију (Месје 31) и Месје 33. Његова запажања из 1922/1923. доказала су дефинитивно да су ове галаксије исувише удаљене да би биле део Млечног пута (а биле су, у ствари, целе галаксије изван наше Кумове сламе). Ова идеја је наишла на противљења многих у астрономском друштву тог времена, нарочито од стране Харлоа Шеплија са Универзитета Харвард. Упркос противљењима, Хабл — онда тридесетпетогодишњи научник — своје закључке по први пут објављује 23. новембра 1924. у Њујорк тајмсу, а потом још и формално представља у писменој форми, 1. јануара 1925. године, ни мање ни више него на састанку Америчког астрономског друштва. Хаблова открића доносе темељну промену у научном погледу на свемир. Присталице Хаблове теорије о ширењу свемира тврде да је Хаблово откриће галаксија ван наше помогло да се отвори пут и створи добра подлога за даља истраживања за будуће астрономе. Иако се неколико од његових више реномираних колега једноставно „ругало” идеји о ширењу свемира, Хабл је ипак завршио са објављивањем свог проналаска нових маглина. Овај чин му је донео награду под називом Награда Америчке асоцијације (енгл. American Association Prize) и пет стотина долара из Одбора за награде „Бартон Е. Ливингстон”.
Хабл је такође осмислио неретко коришћене системе за класификацију галаксија, где су оне груписане према свом појављивању у фотографским снимкама. Створио је различите групе галаксија у оно што је постало познато као Морфолошка класификација галаксија / Хаблова секвенца.

### Црвени помак се повећава са удаљеношћу
Комбинујући своја мерења удаљености галаксија базирана на Левитиним релацијама о луминозности за цефеиде заједно са ранијим подацима астронома-сарадника Слифера, те Милтон Л. Хјумасоновим мерењима црвених помераја везаних за одређене галаксије, Хабл је одредио грубе сразмерности ових удаљености објеката у односу на њихове одговарајуће црвене помераје. Иако је постојало поприлично расипање мерних података (сада познато да је настало због јединствених нерегуларних брзина), он је био у стању да исцрта линију тренда (праву линију на графику зависности брзина од удаљености) за 46 галаксија и тако добије вредност Хаблове константе која износи 500&nbsp;km/s/Mpc (500 km/s по мега парсеку), што је много веће од тренутно прихваћене вредности (око 70&nbsp;km/s/Mpc) због непрецизности и грешака у калибрацијама удаљености. 1929. године Хабл је формулисао Закон о удаљености црвеног помака, данас једноставно назван Хабловим законом, који је — уколико се црвени померај разматра као мера рецесионе брзине — у складу са решењима Ајнштајнове једначине опште релативности за хомогено изотропско ширење простора. Иако су концепти ширења свемира били добро разјашњени и раније, изјава Хабла и Хјумасона довела је до ширег прихваћања овог погледа. Закон каже да што је већа удаљеност између било које две галаксије, већа је и њихова релативна брзина раздвајања. Међутим, две године раније (1927. године) Жорж Леметр, белгијски католички свештеник и физичар, објавио је рад у опскурном белгијском часопису имена Annales de la Société Scientifique de Bruxelles. У том раду он је показао да су подаци прикупљени од стране Хабла и двају других астронома до тада били довољни да се изведе релација о линеарној брзини (удаљености) галаксија те да је ово подржавало модел ширења свемира на основу Ајнштајнових једначина опште релативности.
Ово откриће је била прва опсервациона подршка теорије Великог праска коју је предложио Жорж Леметр 1927. године. Посматране брзине удаљених галаксија — заједно са космолошким принципом — чинило се да показује да се свемир шири на начин који је у складу са Фридман-Лематровим моделом опште релативности. Године 1931., Хабл је написао писмо холандском космологу Вилему де Ситеру, изражавајући своје мишљење о теоријском тумачењу релације везане за црвени померај:
| „ | Господин Хјумасон и ја смо дубоко свесни вашег уважавања радова на брзинама и удаљеностима маглина. Ми користимо термин „очигледне брзине” да би се нагласиле емпиријске карактеристике корелације. Интерпретација би, осећамо, требало да буде препуштена вама и још неколицини осталих који су компетентни да дискутују о том питању са ауторитетом. | ” |

Данас су „очигледне брзине” схваћене као повећање одговарајуће удаљености, што се јавља услед ширења простора. Светло које путује кроз простор који се „растеже” ће искусити „Хаблов црвени померај”, механизам другачији од Доплеровог ефекта (иако су два механизма постала еквивалентни описи везани за трансформације координата за околне галаксије).
Током 1930-их, Хабл је био укључен у утврђивање распореда галаксија и просторне закривљености. Ови подаци индицирају да је свемир био раван и хомоген, али и да је било одступања од „заравњености” на великим црвеним померајима. Према Алану Сендејџу вреди следеће:
| „ | Хабл је веровао да су његови подаци дали више разуман резултат што се тиче просторне закривљености уколико се корекција црвеног помераја прави под претпоставком одсуства рецесије. До самог краја, његови списи су задржали ову тачку гледишта, фаворизујући (или, у најмању руку, остављајући отореним) модел где не постоји право ширење и да стога црвени померај „представља до сада непознат принцип природе”. | ” |

Постојало је методолошких проблема са Хабловим мишљењем, који су на крају показали одступање од „заравњености” у великим црвеним померајима. Конкретно, техника није урачунавала измене луминозности галаксија због еволуције галаксија. Раније, 1917. године, Алберт Ајнштајн је открио да је његова новоосмишљена општа теорија релативности указивала на то да свемир мора или да се шири или да се скупља. Немогавши повјеровати шта су му његове властите једначине говориле, Ајнштајн је увео космолошку константу у једначину да би се овај „проблем” избегао. Када је Ајнштајн сазнао за „Хаблове црвене помераје”, одмах је схватио да ширење предвиђено општом релативношћу мора бити стварно, док је у каснијем животу рекао да је мењање његових једначина „највећи промашај [његова] живота”. У ствари, Ајнштајн је очигледно једном посетио Хабла и покушао да га убеди да се свемир шири.

### Остала открића
Хабл је 30. августа 1935. године открио астероид 1373 Cincinnati. Такође, отприлике у исто време, написао је и књиге Опсервациони приступ космологији (енгл. The Observational Approach to Cosmology) и Царство маглина.

## Без Нобелове награде
У време Хабла Нобелова награда за физику није признавала радове из области астрономије. Хабл је провео већи део друге половине своје каријере покушавајући да схвати астрономију само као област физике, уместо као самосталну науку. То је учинио — у великој мери — како би астрономи (укључујући и њега самог) могли бити признати од стране Одбора за доделу Нобелове награде за њихове вредне доприносе астрофизици. Ова „кампања” је била неуспешна у времену Хаблова живота, али убрзо после његове смрти Одбор је одлучио да би требало да астрономски радови буду квалификовани за награду у подручју физике. Како год, награда није тог типа да се може постхумно доделити.

## Поштанска маркица
Дана 6. марта 2008. године, Поштанска служба САД у саобраћај је пустила поштанску маркицу вредности 41 цента у част Хабла, и то под листом назива „Амерички научници” дизајнираној од сране Виктора Стејбина. Његов цитат гласи:
| „ | Често називан „пиониром удаљених звезда”, астроном Едвин Хабл (1889—1953) одиграо је кључну улогу у дешифровању огромне и сложене природе свемира. Његове педантне студије спиралних маглина доказале су постојање галаксија осим Млечног пута. Да није умро изненада 1953. године, Хабл би те године освојио Нобелову награду за физику. | ” |

Остали научници на листи „Америчких научника” укључују Герти Кори (биохемија), Лајнуса Полинга (хемија и биохемија) те Џона Бардина (математичка физика).

## Признања
Награде
- Њукомб Кливленд награда (енгл. Newcomb Cleveland Prize) — 1924
- Брус медаља (енгл. Bruce Medal) — 1938
- Френклин медаља (енгл. Franklin Medal) — 1939
- Златна медаља Краљевског астрономског друштва (енгл. Gold Medal of the Royal Astronomical Society) — 1940
- Легија за заслуге (енгл. Legion of Merit) за изузетан допринос истраживању балистике — 1946

Названо по њему
- Астероид
- Кратер Хабл на Месецу
- Свемирски телескоп Хабл
- Планетаријум „Едвин П. Хабл”, смештен у Средњој школи „Едвард Р. Муроу” у Бруклину (Њујорк)
- Аутопут Едвин Хабл, продужетак Интерстејта 44 (енгл. Interstate 44) који пролази кроз његово родно место — Маршфилд
- Дворана познатих Мисуријаца (енгл. Hall of Famous Missourians) — 2003
- Серија поштанских маркица из 2008. године „Амерички научници” (енгл. American Scientists) — 0,41 $
- Едвин П. Хаблова медаља иницијативе (енгл. Edwin P. Hubble Medal of Initiative) додељује се једном годишње од стране града Маршфилда — Хабловог родног места
- Основна школа „Хабл” (енгл. Hubble Middle School) у Витону (Илиноис) добила је име по Едвину Хаблу након што се Витоншка централна средња школа (енгл. Wheaton Central High School) преиначила у основну школу у јесени 1992.

## У популарној култури
- Представа „Рођендан стварања” (енгл. Creation's Birthday), коју је написао корнелшки физичар Хасан Падамсе, говори о Хабловој животној причи.[34]
- Чувени цитат Едвина Хабла гласи: „Опремљен са својих пет чула човек истражује свемир око себе и дозива пустоловну науку.”[35]